# Chúng tôi đến từ Kronstadt
Chúng tôi đến từ Kronstadt (tiếng Nga: Мы из Кронштадта) là một vở kịch Cách mạng ra đời năm 1930 của nhà viết kịch Vsevolod Vishnevsky.

## Chuyển thể
- Chúng tôi đến từ Kronstadt (phim, 1936)